# لانه زیرزمینی (فیلم)
لانه زیرزمینی (انگلیسی: Burrow) یک فیلم کارتونی کوتاه آمریکایی است که در سال ۲۰۲۰ منتشر شد. این انیمیشین کوتاه در نود و سومین دوره جوایز اسکار نامزد دریافت جایزه اسکار بهترین پویانمایی کوتاه بود، اما آن جایزه را به اگر هر اتفاقی بیفتد، دوستت دارم از شرکت نتفلیکس واگذار کرد. موسیقی انیمیشن بر پایهٔ فلوت سحرآمیز و موومان سوم کنسرتوی اُبوای ولفگانگ آمادئوس موتسارت ساخته شد.